# Robert Huston Milroy

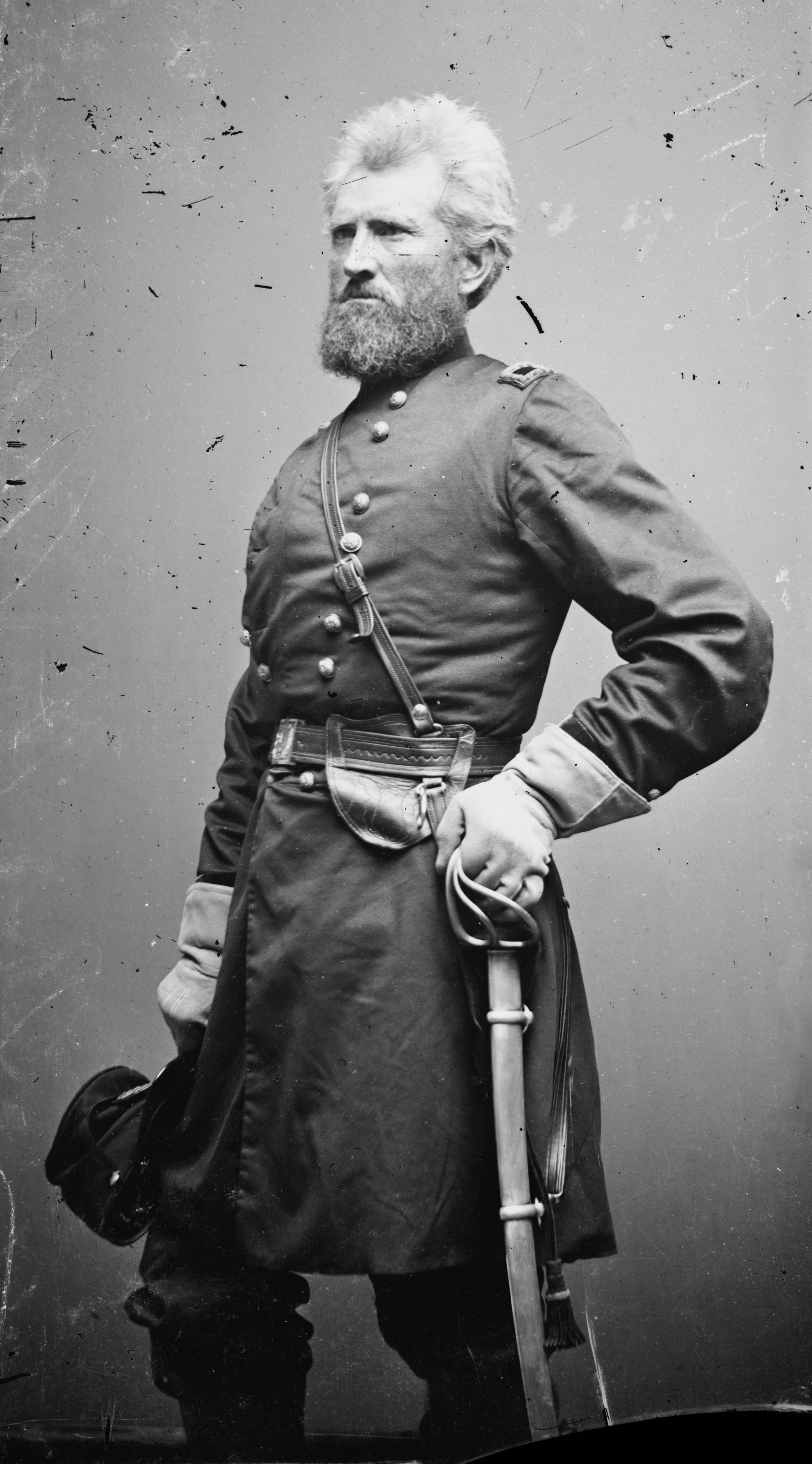
Robert H. Milroy

Robert Huston Milroy (* 11. Juni 1816 in Washington County (Indiana); † 29. März 1890 in Olympia, Washington) war im Sezessionskrieg ein amerikanischer Generalmajor der Unionsarmee der amerikanischen Nordstaaten.

## Leben
Sein Vater war Generalmajor Samuel Milroy, der während des Krieges von 1812 mit Auszeichnung in der Miliz von Indiana diente. Der junge Robert Huston Milroy wollte schon in jungen Jahren in die Fußstapfen seines Vaters treten und regulärer Soldat werden – dazu musste er in die United States Military Academy in West Point besuchen. Sein Vater war jedoch dagegen, er glaubte, dass eine große stehende Armee keinen Platz in der Republik haben dürfen und misstraute regulären Armeeoffizieren. Er hatte seinem Sohn diese Abneigung eingetrichtert, die auch dessen Militärkarriere prägen würde.
Ohne das Wissen seiner Eltern besuchte Milroy 1843 die Akademie von Alden Partridge, die heute als Norwich University bekannt ist. Er erreichte die Abschlüsse als Bachelor of Arts und Master of Military Science und obwohl er als erster den Abschluss in seiner Klasse machte, konnte er keine Anstellung in der US-Armee erlangen. Milroys Abneigung gegenüber Berufsoffizieren, insbesondere denen aus West Point, würde seinen späteren Bürgerkriegsdienst prägen.
Ohne eine Karriere beim Militär musste er 1844 nach Indiana zurückkehren, um die juristische Fakultät an der University of Indiana in Bloomington zu besuchen. Im nächsten Jahr ging er nach Texas und schwor dieser jungen Republik die Treue. Als der Krieg mit Mexiko ausbrach, meldete er sich sofort dann freiwillig als Kapitän im 1. Indiana Volunteer-Regiment. Er war frustriert, weil das 1. Indiana nicht ins Gefecht kam und nur im Wachdienst diente. Nach Kriegsende nahm er sein Studium der Rechtswissenschaften wieder auf und machte 1850 seinen Abschluss. Anschließend wurde er als Anwalt zugelassen und diente dem Verfassungskonvent von 1850. Bis zum Ausbruch des Bürgerkriegs praktizierte er weiter als Rechtsanwalt und wurde auch leidenschaftlicher Republikaner und Abolitionist, als die Partei in den 1850er Jahren zu nationaler Bedeutung aufstieg. 
Als der Bürgerkrieg begann, wurde er zum Oberst der 9. Indiana-Infanterie ernannt, das er im West-Virginia-Feldzug unter General George B. McClellan kommandierte, am 3. September 1861 wurde er zum Brigadegeneral ernannt. Nach seiner Beförderung befehligte er den Distrikt Cheat Mountain und nahm 1862 an der Shenandoahtal-Kampagne gegen den konföderierten General Thomas „Stonewall“ Jackson teil.
Am 8. Mai 1862 führte Milroy seine Truppen in der Schlacht von McDowell gegen "Stonewall" Jackson an. Seine Attacke überraschte Jackson, er ergriff die Initiative und fügte den Gegnern schwerere Verluste zu, konnte die Konföderierten jedoch nicht aus ihren Positionen vertreiben. Milroy führte dann am 8. Juni 1862 eine Brigade in der Schlacht von Cross Keys an. Seine Brigade bestand aus 5 Virginia-Regimentern, die der Union treu geblieben waren, dem 1 Ohio-Regiment und 3 Ohio-Artilleriebatterien. Dann befehligte er eine Brigade in der Army of Virginia von Generalmajor John Pope für die zweite Schlacht von Bull Run. Er wurde am 10. März 1863 zum Generalmajor befördert, rückwirkend mit Rang vom 29. November 1862. Von Februar bis Juni befehligte Milroy die 2. Division des VIII. Corps. Während der zweiten Schlacht von Winchester (1863) wurde Milroy besiegt, nachdem er sich dagegen entschieden hatte, sich aus Winchester zurückzuziehen, weil er dachte, dass die von der Stadt angebotene Befestigung einem Angriff der Konföderierten standhalten könnte. Seine Truppen wurde vom konföderierten 2. Corps der Army of Northern Virginia unter General Richard S. Ewell überwältigt und verlor 3400 Gefangene sowie seinen Artillerie- und Versorgungstross. Er wurde zwar vor ein Untersuchungsgericht gestellt, aber nicht für schuldig befunden. Er war bereits längere Zeit inaktiv, als er an den westlichen Kriegsschauplatz versetzt wurde. Er diente dann bei der Army of the Cumberland unter General George Henry Thomas, rekrutierte Soldaten für ein eigenes Korps und befehligte kurzzeitig während des Nashville-Feldzugs. Am 26. Juli 1865 trat er schließlich aus dem Militärdienst aus.
Nach dem Krieg diente Milroy als Treuhänder der Wabash and Erie Canal Company. Von 1872 bis 1875 diente er als Superintendent für indianische Angelegenheiten im Washington Territory sowie die nächsten zehn Jahre als indianischer Agent. Robert Milroy starb am 29. März 1890 in Olympia, Washington, an Herzversagen.